# Marie Robertson

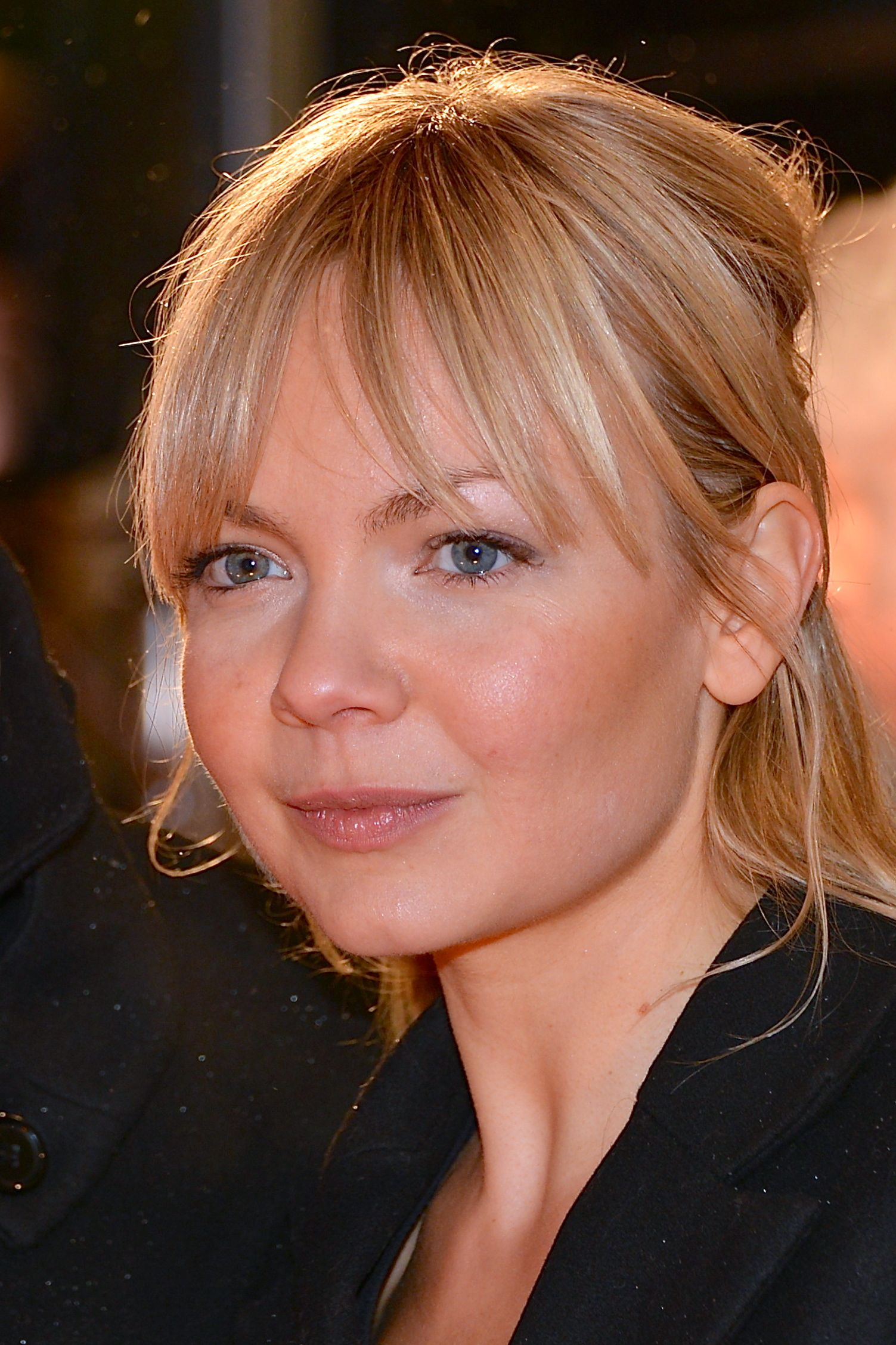
Marie Robertson (2012)

Marie Charlotte Robertson (* 14. April 1977 in Sunne) ist eine schwedische Theater- und Filmschauspielerin sowie Hörbuchinterpretin.

## Leben
Marie Robertson besuchte von 1996 bis 1997 die Calle Flygare Teaterskola. Sie hatte 1998 ihr Fernsehdebüt in der schwedischen Fernsehserie „Rederiet“, in der sie bis 2002 mitspielte. 2000 debütierte sie als Theaterschauspielerin am Västanå Theater in Sunne. Von 2002 bis 2004 studierte sie an der Theaterhochschule der Universität Göteborg.
Seitdem spielte sie verschiedene Rollen am Stockholmer Stadttheater, am Dramaten, am Riksteatern und anderen Bühnen. Außerdem spielte sie in verschiedenen Fernsehserien und Filmen. 2009 war sie für den Guldbagge-Preis als beste Nebendarstellerin für ihre Rolle der Birgitta im Film „Rallybrudar“ nominiert.
Marie Robertson hat mehrere Hörbücher eingelesen.

## Filmografie (Auswahl)

### Fernsehen
- 1998–2002: Rederiet (Fernsehserie, 87 Folgen)
- 1999: Trettondagsafton
- 2007–2009: Playa del Sol (Fernsehserie, 14 Folgen)
- 2011: Solsidan (Fernsehserie)
- 2012–2014: Real Humans – Echte Menschen (Äkta människor, Fernsehserie, 19 Folgen)
- 2013: Mord in Fjällbacka: Tödliches Klassentreffen (Fjällbackamorden: Vänner för livet)
- 2015: Kommissar Beck – Familienbande (Beck, Fernsehserie, 1 Folge)
- 2015: Mord im Mittsommer (Morden i Sandhamn, Fernsehserie, 3 Folgen)
- 2020–2022: Lyckoviken (Fernsehserie, 26 Folgen)

### Kino
- 2006: Schwedisch für Fortgeschrittene (Heartbreak Hotel)
- 2008: Rallybrudar
- 2011: Operation Polarfuchs (Gränsen)
- 2011: Die Kunst sich die Schuhe zu binden (Hur många lingon finns det i världen?)
- 2012: Cockpit
- 2018: Sune vs. Sune

## Theater (Auswahl)
- 2004: Hamlet (Ophelia), Stockholms Stadsteater.
- 2005: Baal (Johanna), Königliches Dramatisches Theater, Stockholm.
- 2007: Richard III. (Prinz York), Stockholms Stadsteater.
- 2007: Volpone (Corvino), Stockholms Parkteater.
- 2011: Tartuffe (Mariane),  Stockholms Stadsteater.